# سليلة عنزة
سليلة عنزة، قرية من قرى محافظة العيص، والتابعة لمنطقة المدينة المنورة في السعودية.